# Стоукс, Джонатан
Джонатан Стоукс (англ. Jonathan S. Stokes; ок. 1755 — 1831) — британский ботаник.

## Биография
Джонатан Стоукс вероятно родился около 1755 года в городе Честерфилд. С 1778 года учился на врача у Джона Хоупа, в 1782 году получил степень доктора медицины в Эдинбургском университете. Затем Стоукс познакомился с ботаником Уильямом Уизерингом, в 1783 году стал членом Лунного общества. В 1790 году Стоукс был избран членом Лондонского Линнеевского общества. Он принимал участие в написании второго издания книги Уизеринга The Botanical Arrangement of All the Vegetables Naturally Growing in Great Britain. Примерно с 1792 года Стоукс работал врачом в Стоурбридже, Вустершире и Киддерминстере. С 1796 по 1830 врачевал в Честерфилде. Джонатан Стоукс скончался 30 апреля 1831 года в Честерфилде.

## Некоторые научные работы
- Stokes, J.S. (1812). A botanical materia medica. 4 vols.
- Stokes, J.S. (1830). Botanical commentaries. 272 p.

## Роды, названные в честь Дж. Стоукса
- Stokesia L'Hér., 1789